# 卢克石油
卢克石油（俄语：Лукойл）為俄羅斯跨國能源企業，總部位於莫斯科，主要負責石油和天然氣的提煉、石油產品的製造。

## 历史
1991年11月25日，三間位於西伯利亞西部－蘭格帕斯、烏拉伊和科加林的國營能源企業合併，並改名卢克石油（LukOil），其中LUK分別代表該三間企業的所在地。
卢克石油是俄羅斯第二大公司，僅次於俄羅斯天然氣工業股份公司，同時是國際上其中一間最大的原油生產國際企業。根據2012年數據，卢克石油單日就生產了181.3萬桶油。其子公司和生產線遍佈全球超過四十個國家。